# Neoscortechinia
Neoscortechinia är ett släkte av törelväxter. Neoscortechinia ingår i familjen törelväxter.
Kladogram enligt Catalogue of Life:
| Neoscortechinia | \| \| Neoscortechinia angustifolia \| \| \| \| \| \| Neoscortechinia forbesii \| \| \| \| \| \| Neoscortechinia kingii \| \| \| \| \| \| Neoscortechinia nicobarica \| \| \| \| \| \| Neoscortechinia philippinensis \| \| \| \| \| \| Neoscortechinia sumatrensis \| \| \| \| |
|                 | \| \| Neoscortechinia angustifolia \| \| \| \| \| \| Neoscortechinia forbesii \| \| \| \| \| \| Neoscortechinia kingii \| \| \| \| \| \| Neoscortechinia nicobarica \| \| \| \| \| \| Neoscortechinia philippinensis \| \| \| \| \| \| Neoscortechinia sumatrensis \| \| \| \| |
|                 | Neoscortechinia angustifolia |
|                 | |
|                 | Neoscortechinia forbesii |
|                 | |
|                 | Neoscortechinia kingii |
|                 | |
|                 | Neoscortechinia nicobarica |
|                 | |
|                 | Neoscortechinia philippinensis |
|                 | |
|                 | Neoscortechinia sumatrensis |
|                 | |